# Corps Rhenania Stuttgart
Das Corps Rhenania Stuttgart ist eine pflichtschlagende und farbentragende Studentenverbindung im Weinheimer Senioren-Convent (WSC). Das Corps vereint Studenten und ehemalige Studenten der Universität Stuttgart. Die Mitglieder werden „Stuttgarter Rhenanen“ genannt.

## Couleur und Sprüche
Rhenania trägt die Farben rosa-weiß-azurblau mit silberner Perkussion. Dazu wird eine rosa Mütze getragen mit einem rosa-weiß-azurblauen Streifen am Rand. Die Füchse tragen ein rosa-azurblaues Band.
Der Wahlspruch lautet „Für Ehre und Freundschaft“. Der Zirkelspruch lautet: „vivat circulus fratrum rhenanicorum“.

## Geschichte

### Vorgeschichte
Aus der 1832 gegründeten Gewerbeschule entwickelte sich 1840 die Polytechnische Schule, an der bereits 350 Studenten eingeschrieben waren.
Schon zu dieser Zeit wurden erste Korporationen gegründet. So ist 1841 bereits eine Teutonia bezeugt, die sich aber schon 1842 wieder auflöste. Aus der 1845 gegründeten Liederkranz Gesellschaft entstand 1847 die Stauffia. Aus dem Jahr 1848 ist eine Alemannia bekannt, die bereits intensive Kontakte zum Corps Franconia in Tübingen unterhielt. 1852 wurde die Gesellschaft Teutonia gegründet, die ähnliche Grundsätze wie die Alemannia vertrat. 1857 und 1858 kamen die Gesellschaft Germania mit den Farben schwarz-rot-gold und die Gesellschaft Normannia mit den Farben grün-weiß-schwarz dazu.
Zwischen den Verbindungen herrschte oftmals Uneinigkeit und Streit. Insbesondere das Verhältnis zwischen Stauffia und Teutonia war sehr angespannt, sodass Normannia und Germania beschlossen zu fusionieren, um eine starke Verbindung zu gründen die in der Lage sein sollte, zwischen Stauffia und Teutonia vermittelnd einzuwirken.

### Gründungszeit
So gründeten am 24. Februar 1859 der frühere Germane Melchior Berri mit weiteren 12 Studenten im Gasthof „Dallinger“ die Rhenania. Im Jahr 1861 wurde durch Kontakte zu Corps in Tübingen, Zürich und Karlsruhe beschlossen, das Corpsprinzip zu übernehmen. Zu diesem Anlass änderte Rhenania seinen Wahlspruch auf „Für Ehre und Freundschaft“ und gründete am 15. Januar 1862, erst mal nur mit Teutonia, den Stuttgarter Senioren Convent. Stauffia trat diesem erst 1863 bei.

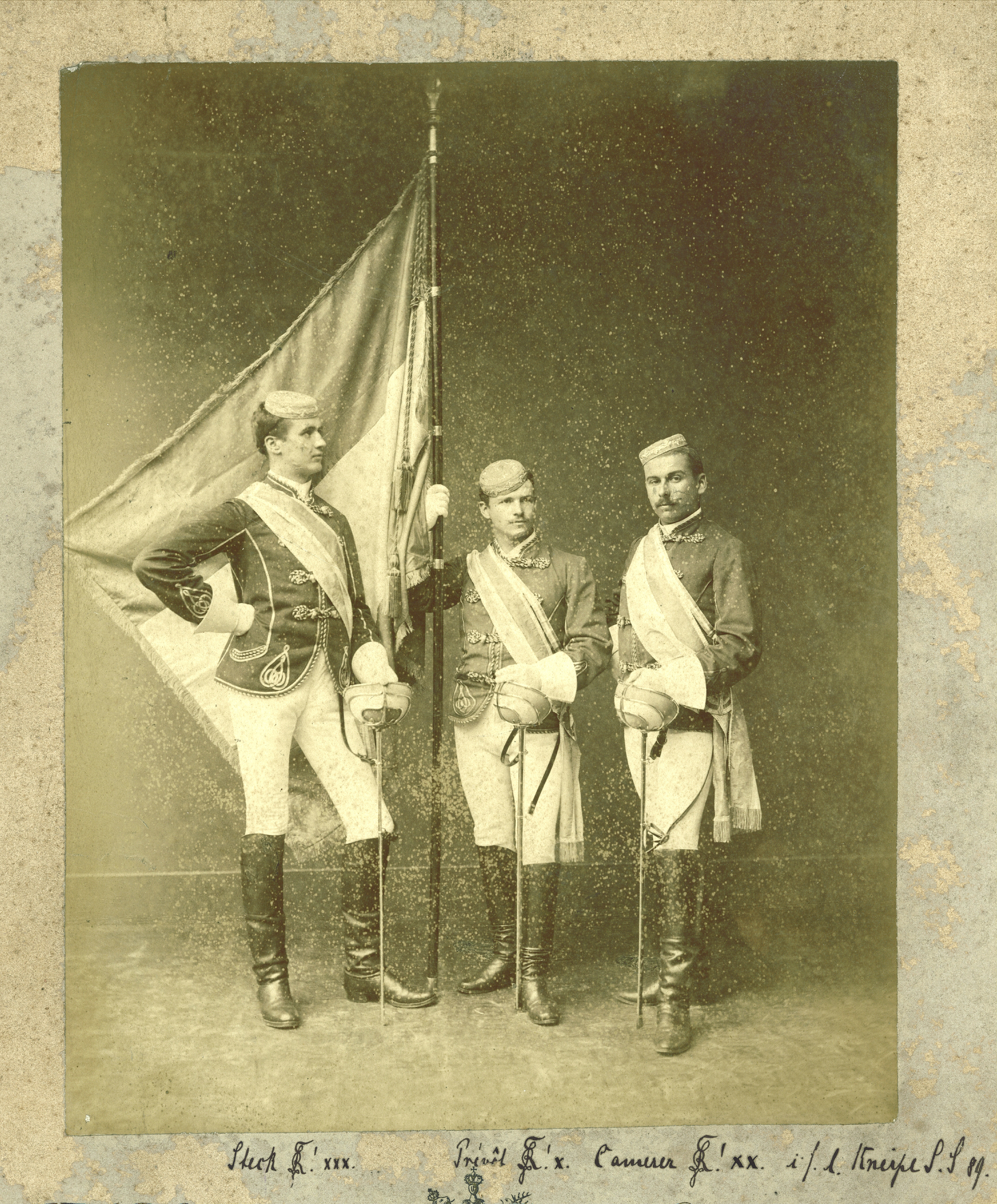
Chargierte des SS 1889

Zusammen mit den SC aus Zürich, Hannover und Karlsruhe war der SC zu Stuttgart am 7. April 1863 in Frankfurt/M. Gründungs-SC des Allgemeinen Senioren Conventes (ASC) aus dem dann 1867 der Weinheimer Senioren-Convent (WSC) hervorging. Auch bei der Neugründung des WSC 1884 war der Stuttgarter SC mit Rhenania beteiligt. Damit gilt Rhenania als eines der Gründercorps des WSC.
Im April 1877 wurde das Corps Rhenania sowie der SC zu Stuttgart verboten und aufgelöst. Grund war ein Unglücksfall während einer Mensur zwischen Rhenania und Stauffia im Februar des Jahres, in dessen Folge der Paukant von Stauffia verstarb. Der Rhenane wurde im folgenden Verfahren zwar freigesprochen, dennoch übernahm Rhenania auf Grund des Verbotes den Namen und die Farben ihrer Vorgängergesellschaft „Normannia“. Erst am 23. Juni 1880 wurde die Genehmigung erteilt, wieder den alten Namen und die alten Farben führen zu dürfen. Im November 1881 musste Rhenania wegen Mitgliedermangels erneut suspendieren, konnte aber durch die Übernahme von Mitgliedern der Landsmannschaft Ghibellinia den Betrieb im Oktober 1882 wieder aufnehmen.

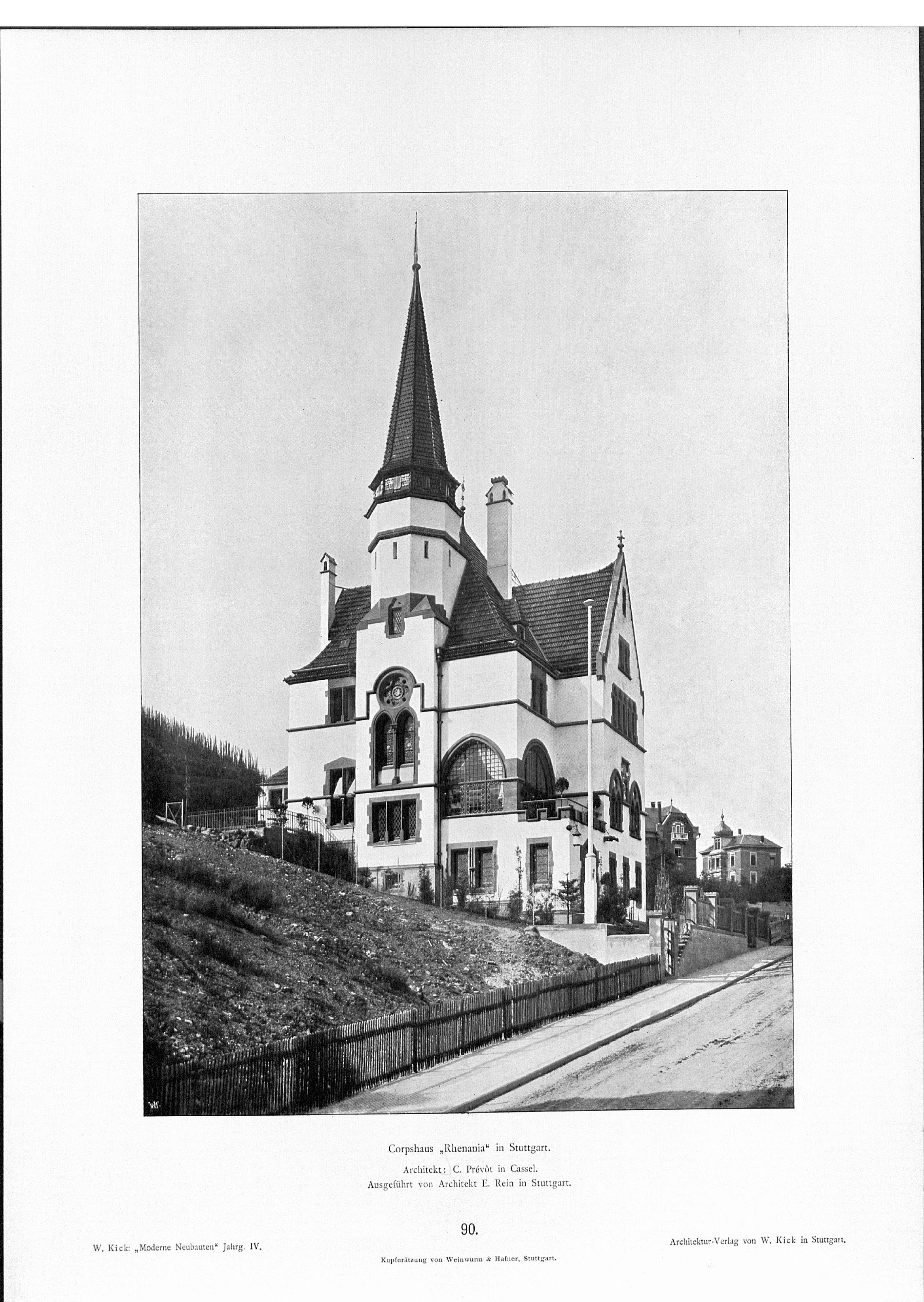
Corpshaus in der Panoramastraße

Am 4. Juli 1896 wurde in Darmstadt ein Freundschaftsvertrag zwischen Rhenania und den Corps Alemannia Karlsruhe, Visurgia Hannover und Hassia Darmstadt geschlossen. Aber schon im WS 1903 begann der sogenannte „weiße Kreis“ zu zerfallen und endete schließlich im Bruch mit Alemannia und Visurgia. Schon im Jahr 1897 gründeten die Alten Herren den „Altenverein des Corps Rhenania“, der im November 1899 den Status einer juristischen Person erhielt und im Februar 1912 in das Vereinsregister eingetragen wurde.
Im Jahr 1898 begannen die Planungen zum Bau eines eigenen Corpshauses auf einem Grundstück an der Panoramastraße, dessen Grundstein während des Stiftungsfestes im März 1901 gelegt wurde. Bereits am 24. November 1901 fand die feierliche Einweihung des nach einem Entwurf des Architekten Conrad Prévôt im neogotischen Stil errichteten Hauses statt. Auf der Stuttgarter Studentenkunst-Ausstellung im Jahr 1907 fanden einige Exponate Beachtung, wie die von Georg Schöttle für das Spielzimmer entworfene Inneneinrichtung und der Präsidenstuhl.

### Die zwei Weltkriege
Während des Ersten Weltkrieges wurde beschlossen nicht zu suspendieren, sondern den Aktivenbetrieb nur ruhen zu lassen. Das Haus wurde dem Württembergischen Landesverein vom Roten Kreuz zur Verfügung gestellt. Nach dem Krieg begann im Januar 1919 wieder ein regulärer Hochschulbetrieb und damit auch wieder das Corpsleben.
Die Machtergreifung der Nationalsozialisten 1933 und die damit einhergehende Gleichschaltung der Studentenschaft hatte enorme Auswirkungen auf den Aktivenbetrieb. So wurde von jedem aktiven Mitglied einer Verbindung die gleichzeitige Mitgliedschaft im Stahlhelm oder der SA und die Teilnahme an deren Veranstaltungen verlangt. Gleichzeitig wurde durch die vom WSC akzeptierte Einführung des „Führerprinzips“ das bis dahin immer gepflegte demokratische Grundprinzip auf den Conventen ausgehebelt. Auch sorgte der sogenannte „Arierparagraph“ für Aufsehen und Diskussionen, da hier ein zweites traditionelles Grundprinzip der Corps bezüglich seiner Mitglieder verloren gehen sollte. Auf der Weinheimtagung im Jahr 1934 wurde dies durch eine Ausnahmeregelung für Teilnehmer des Ersten Weltkrieges erst mal wieder entspannt, dennoch verließen die betroffenen Corpsbrüder 1935 freiwillig das Corps, um den Fortbestand unter den neuen politischen Rahmenbedingungen zu ermöglichen. Ungeachtet all dieser Bemühungen musste sich das Corps dem Ansinnen der Machthaber beugen und beschloss am 19. Oktober 1935 zu suspendieren und alle aktiven und inaktiven Corpsburschen in die AHV aufzunehmen. Zusammen mit den Alten Herren der ebenfalls suspendierten Stuttgarter Corps Bavaria, Teutonia und Stauffia wurde 1937 die Kameradschaft „Götz von Berlichingen“ gegründet, in der Hoffnung dadurch die Corpsidee unter der neuen Machtstruktur erhalten zu können. Das Haus der Rhenania diente dabei als offizielles Kameradschaftshaus. Nachdem die Kameradschaft 1939 in das Haus des ehemaligen Corps Stauffia gezogen war, wurde das Rhenanenhaus verkauft und das Inventar unter den Rhenanen aufgeteilt.

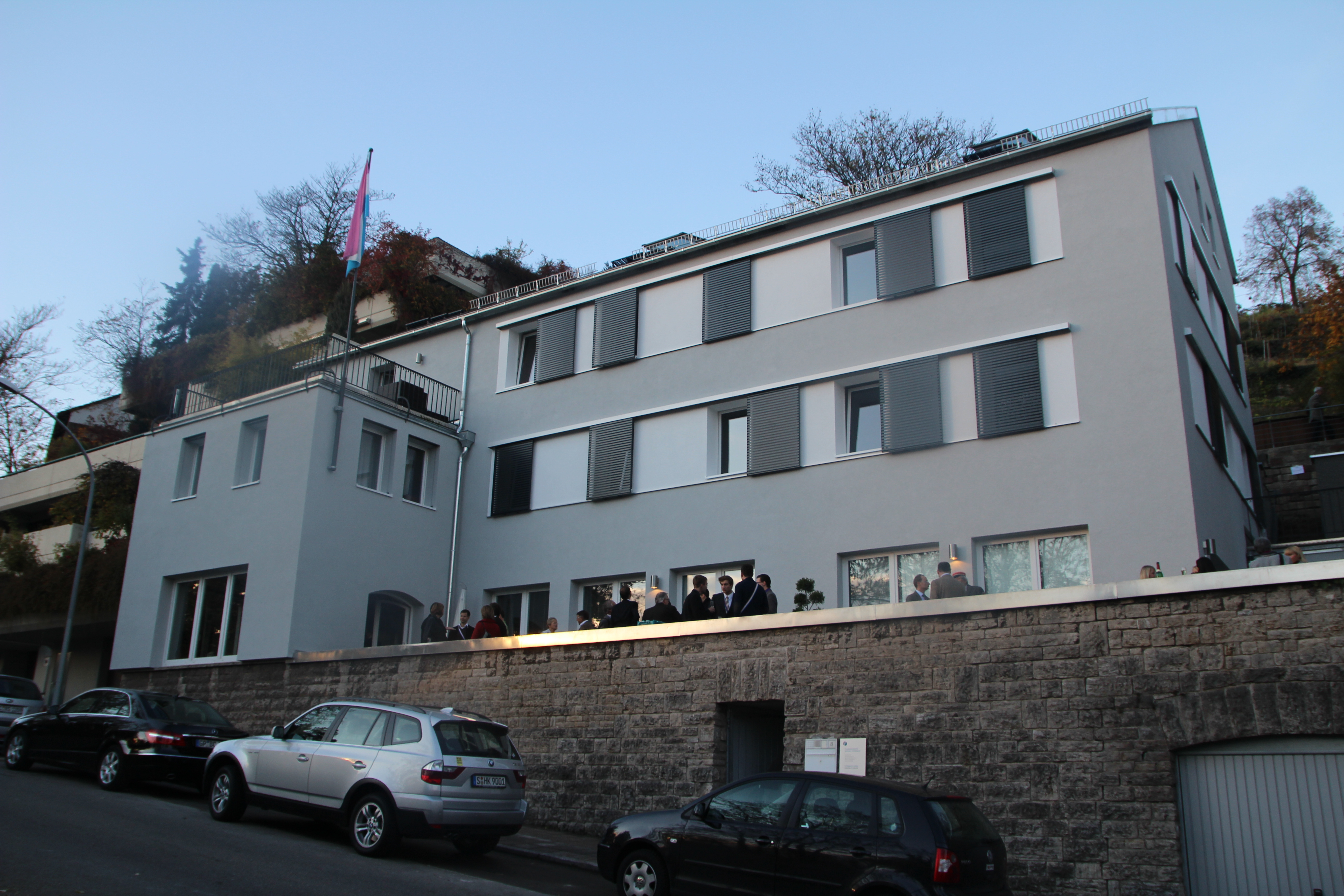
Corpshaus in der Relenbergstraße

### Nachkriegszeit
Schon im Juli 1947 befassten sich die Alten Herren mit der Reaktivierung des Corps und am 15. Mai 1948 wurde die Restitution beschlossen. Am 15. Juni 1948 wurde die „Akademische Vereinigung Rhenania“ unter Einhaltung der ursprünglichen corpsstudentischen Ideale durch die US-Militärregierung lizenziert. Der Eintrag in das Vereinsregister erfolgte am 9. Juli 1948. Bereits im Wintersemester 1948/49 begann wieder ein Aktivenbetrieb mit drei Corpsburschen und die 1935 wegen des Arierparagraphen ausgeschiedenen Corpsbrüder wurden wieder aufgenommen. Da das alte Corpshaus den Fliegerangriffen während des Zweiten Weltkrieges zum Opfer gefallen war, wurde von 1951 bis 1952 durch Geld- und Sachspenden der Alten Herren ein neues Haus in der Relenbergstraße gebaut. Die ersten Mensuren wurden im Frühjahr 1952 geschlagen und ein Rhenane war 1958/59 zweiter Vorsitzender des AStA.
Die Alte-Herren-Vereinigung des Corps Rhenania ist seit 1967 Mitglied der Vereinigung der Freunde der Universität Stuttgart. Mit Beginn der Studentenproteste 1967, den einhergehenden gesellschaftlichen Veränderungen und der zurückgehenden Anzahl von Aktiven begann auch innerhalb des Corps Rhenania ein Überdenken der bisherigen Werte. Es wurde daher beschlossen, das Corps zum Wintersemester 1969/70 zu suspendieren, aber dennoch den Corpsbetrieb mit starker Unterstützung der Alten Herren weitestgehend aufrechtzuerhalten. Insbesondere der Stellenwert des Fechtens wurde intensiv erörtert. Schließlich war man sich einig, dass das Corps durch Reformen nicht seinen grundsätzlichen Charakter verlieren dürfe und bekannte sich zur Bestimmungsmensur als zentralem Element. Zum Wintersemester 1971/72 konnte die Suspension aufgehoben werden.

### Seit 1990
Im Jahr 1996 wurde das 100-jährige Bestehen des Freundschaftsverhältnisses mit dem Corps Hassia in Darmstadt auf der Wachenburg in Form eines Kommerses gefeiert. Es gilt als eines der ältesten noch existierenden Verhältnisse im WSC.
Im Mai 2015 veröffentlichte der Fernsehbildungskanal ARD-Alpha einen Bericht über Verbindungen und drehte im Rahmen seiner Recherche beim Corps Rhenania. In den Jahren 1987 und 2015 stellte Rhenania den Vorortsprecher und war präsidierendes Corps im WSC.

## Bekannte Mitglieder
- Karl Eugen Becker (1932–2024), deutscher Manager, Präsident des VDI, Ehrensenator der Universität Stuttgart
- Alexander Diedrich Ludwig Adam von Dellingshausen (1857–1925), russischer Generalmajor
- Jörg Menno Harms (* 1939), deutscher Manager, Träger des Verdienstorden des Landes Baden-Württemberg 2004
- Walter Hertel (1898–1983), Generalingenieur der Deutschen Luftwaffe
- Wilhelm Holzmann (1842–1913), Bauunternehmer
- Hugo Keuerleber (1883–1949), Architekt und Hochschullehrer
- Ernst Kuhn (1853–1903), deutscher Ingenieur und Unternehmer der G. Kuhn, Maschinen- und Kesselfabrik, Eisen- & Gelbgießerei,
- Rudolf Kunz (1856–1930), Schweizer Offizier
- Emil Rein (1874–1954), Schweizer Architekt, Ehrenbursche
- Robert von Reinhardt (1843–1914), Architekt und Hochschullehrer
- Dieter Schmoeckel (1931–2013), Ingenieur, Hochschullehrer an der TU Darmstadt, Vorsitzender des Weinheimer Verbandes Alter Corpsstudenten 1997–2000
- Hermann Weber (1899–1956), Zoologe und Insektenforscher